# Magelhaenparkiet
De Magelhaenparkiet (Enicognathus ferrugineus) is een vogel uit de familie Psittacidae (papegaaien van Afrika en de Nieuwe Wereld).

## Verspreiding en leefgebied
Deze soort komt voor in de Zuidkegel van Zuid-Amerika en telt twee ondersoorten:
- E. f. minor:  zuidelijk Chili en zuidwestelijk Argentinië.
- E. f. ferrugineus: zuidpunt van Chili en Argentinië.

## Status
De grootte van de populatie is niet gekwantificeerd maar de soort wordt omschreven als vrij algemeen. Op de Rode lijst van de IUCN heeft deze soort de status niet bedreigd.